# Else Knott
Else Knott (* 7. Dezember 1909 in Frankfurt am Main; † 8. August 1975 ebenda) war eine deutsche Schauspielerin.

## Leben
Else Knott wurde in Frankfurt als Tochter eines Buchdruckers geboren. Sie besuchte die Städelschule, um Kunstmalerin zu werden. Unter dem Eindruck einer Aufführung von Faust entschloss sie sich jedoch, die Frankfurter Schauspielschule zu besuchen. Dort studierte sie von 1925 bis 1927 unter anderem bei Richard Weichert und Mathilde Einzig.
Nach verschiedenen Engagements am Staatstheater Darmstadt (1927–1931), in Essen (1931–1934), Köln (1934–1935) und Hamburg (1935–1936) ging sie auf eine Gastspielreise nach Südamerika. 1936 kehrte sie nach Frankfurt zurück und übernahm die Rolle des Gretchen bei den Römerberg-Festspielen. Bis 1942 blieb sie an den Städtischen Bühnen, spielte aber zugleich 1940 bis 1942 in Berlin und 1941 bis 1944 in Straßburg Theater. In den 1930er Jahren wirkte sie auch in mehreren Filmen mit.
Neben klassischen Rollen, wie Franziska in Minna von Barnhelm, Natalie in Der Prinz von Homburg, Eve in Der zerbrochne Krug, Käthchen in Der Widerspenstigen Zähmung, Ophelia in Hamlet, spielte sie auch in zeitgenössischen Stücken, beispielsweise in Katharina Knie von Carl Zuckmayer oder Inken Peters in Gerhart Hauptmanns Vor Sonnenaufgang sowie Figuren in den Weihnachtsmärchen für Kinder.
1945 floh sie bei Kriegsende in den Schwarzwald. Dort erreichte sie ein Ruf des Intendanten Toni Impekoven, der Schauspieler für den Neuanfang des Frankfurter Theaters suchte. Sie kehrte nach Frankfurt zurück, wo sie bis zu ihrem Tod im Ensemble der Städtischen Bühnen blieb. Neben Brecht-Rollen, zuletzt die Mutter in Baal, spielte sie nun vor allem in Mundartstücken. Beim Frankfurter Publikum war sie zusammen mit Carl Luley und Anny Hannewald als Teil des Alt-Frankfurter Trios eine beliebte Volksschauspielerin, so in der Rolle des Lorchen in Adolf Stoltzes Schwank Alt-Frankfurt, als Louise in der Landpartie nach Königstein von Carl Malß und als Babette Dummbach in Ernst Elias Niebergalls Datterich. Diese Produktion von 1963 mit Carl Luley und Joseph Offenbach wurde vom Hessischen Rundfunk für das Fernsehen aufgezeichnet.
Auch im Hörfunk trat sie häufig auf. Besonders bekannt wurde sie beim Publikum durch die Rollen, die sie in Wolf Schmidts Hesselbach-Produktionen übernahm. In der Hörfunk-Version der Folge Der röhrende Hirsch sprach sie die Cousine Erna, deren Lobpreis auf ihren Bräutigam („Mei Erwin, der is ja so wertschaftlich!“) in Frankfurt zum Geflügelten Wort wurde. In den vier 1954 bis 1957 gedrehten Hesselbach-Filmen spielte sie die Mama Hesselbach, in der Folge Das Sparschwein der Fernsehserie hatte sie einen wortstarken Auftritt als Lebensmittelhändlerin Flischmann.
Else Knott starb 1975 im Alter von 65 Jahren und fand ihre letzte Ruhestätte im Familiengrab auf dem Frankfurter Hauptfriedhof.

## Filmografie
- 1933: Morgenrot
- 1941: Stukas
- 1954: Die Familie Hesselbach
- 1955: Die Familie Hesselbach im Urlaub
- 1956: Das Horoskop der Familie Hesselbach
- 1956: Mädchen mit schwachem Gedächtnis
- 1956: Herr Hesselbach und die Firma
- 1958: Das Lächeln der Gioconda
- 1959: Auf St. Pauli ist der Teufel los (I magliari)
- 1959: Peterchens Mondfahrt
- 1960: Dr. Knock
- 1961: Schwarzer Kies
- 1962: Der tolle Tag
- 1963: Der Datterich
- 1964: Verdammt zur Sünde
- 1966: Hafenpolizei – Das Autowrack
- 1969: Bleibe lasse
- 1969: Van Gogh
- 1970: Der Kommissar – Der Mord an Frau Klett

## Ehrungen
- Aus Anlass des 50. Geburtstages von Adolf Hitler wurde ihr am 20. April 1939 der Titel „Staatsschauspielerin“ verliehen.[2]